# Monika Endres-Stamm

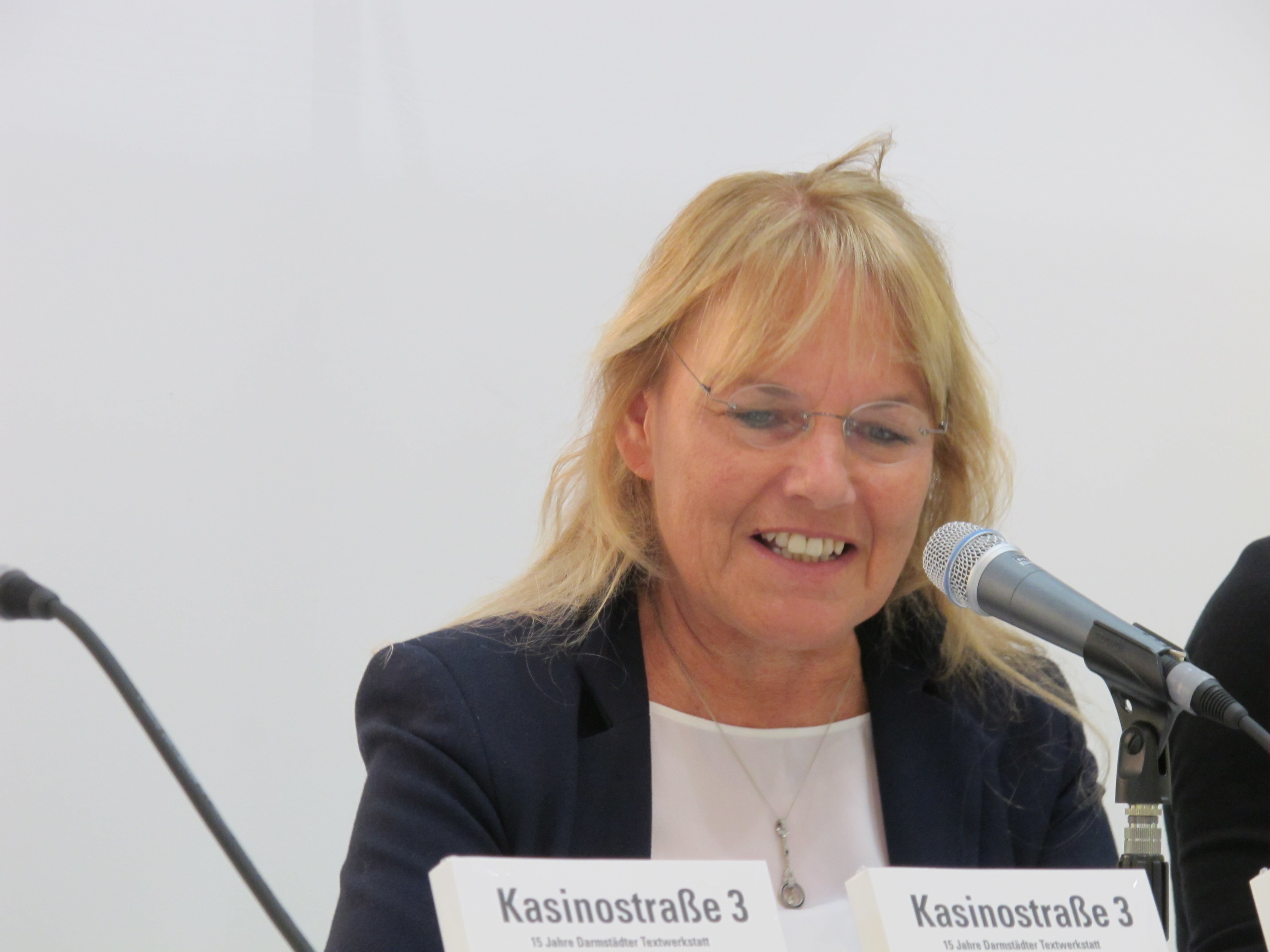
Monika Endres-Stamm liest auf der Leipziger Buchmesse 2014

Monika Endres-Stamm (* 1950) ist eine deutsche Autorin.

## Leben
Monika Endres-Stamm studierte Anglistik, Amerikanistik, Germanistik und Philosophie in München, Heidelberg und Boston. Ihre ersten Bücher veröffentlichte sie in enger Kooperation mit der chinesischen Fotografin Xiao Hui Wang. Von 2006 bis 2008 war sie Mitglied der Darmstädter Textwerkstatt von Kurt Drawert. Ihre Gedichte wurden in zahlreichen Anthologien und Zeitschriften veröffentlicht. Sie lebt und arbeitet in Feldafing bei München.

## Rezeption
Monika Endres-Stamms Prosa wurde vor allem für die Authentizität, die sie vermittelt, gewürdigt. So wurde Töchter des halben Himmels in der Presse folgendermaßen gelobt:

„=man … erlebt zugleich … hautnah achtzig Jahre intensivster politischer Umwälzungen“

„Lebensgeschichten von großer Eindringlichkeit“

Monika Endres-Stamms Lyrik gilt als unabhängige eigene Stimme, die große Ruhe und Einfachheit vermittelt:

„immer gültige Stimmungsbilder, helle Lichtbilder, die in scheinbar schwereloser Sprache das einfache zelebrieren“

„=eine Lyrikerin, die im herkömmlichen Sinne der Tradition kaum zuzuordnen ist, so als hätte sie jenseits aller Moden und Trends das poetische Sprechen für sich ganz alleine erlernt, und das in einer den Gedichten subtextuell unterlegten Unaufgeregtheit und Ruhe“

## Publikationen
- gemeinsam mit Xiao Hui Wang (Fotografie): Töchter des halben Himmels, Fischer Verlag, Frankfurt am Main 2000
- gemeinsam mit Xiao Hui Wang und Brigitta Rambeck: Mein visuelles Tagebuch, Hoffmann und Campe, Hamburg 2006
- Die Mittagsseglerin, Verlag Steinmeier, Deiningen 2011
- Lyrik in Kasinostraße 3, 15 Jahre Darmstädter Textwerkstatt, Anthologie, Hrsg. Kurt Drawert, Poetenladen, Leipzig, 2014
- gemeinsam mit Ida Ayu Agung Mas: Tempeltänzerin und Senatorin. Ein Leben für Bali, Elisabeth Sandmann Verlag, München 2015, ISBN 978-3-945543-06-1